# رومنة اليونانية
رومنة اليونانية هي النقل الحرفي (تخطيط الحروف) أو النسخ اللفظي (تخطيط صوتي) للنص من الأبجدية اليونانية إلى الأبجدية اللاتينية. تختلف اتفاقيات الكتابة والحروف اللاتينية باليونانية القديمة والرومانية الحديثة بشكل ملحوظ، مما قد يخلق البلبلة. تم كتابة صوت الحرف الإنجليزي (B) كـ β في اليونانية القديمة ولكن الآن كما هو مكتوب في الدوغراف حرفان يمثلان صوتا مفردا μπ، بينما الحديث β يشبه الحرف الإنجليزية V ( ‎/v/‏ ) بدلاً من ذلك.

## روابط خارجية
- ELOT 743 ، أداة مجانية عبر الإنترنت من قبل الحكومة اليونانية للأغراض الرسمية باستخدام نسخ (باليونانية) من الإصدار الثاني (باليونانية)
- الترجمة من Google، وهي أداة مجانية عبر الإنترنت تقدم حرفيًا من الأمم المتحدة لليونانية الحديثة. كما تأتي بشكل تطبيق أيضاً
- Transliterate.com، هي أداة مجانية على الإنترنت توفر كتابة الحروف اليونانية القديمة
- الحرفي من النصوص غير الرومانية، والجداول في شكل قوات الدفاع الشعبي توماس بيدرسن
- Greeklish المحول إلى التحويل اليوناني والحروف اليونانية مع خيارات للمستخدم